# Ridhima Pandey
Ridhima Pandey (nascida em 2009) é uma activista da Índia que faz campanha por acções contra as mudanças climáticas. Ela foi comparada a Greta Thunberg.

## Biografia
Pandey mora em Uttarakhand, um estado no norte da Índia. O seu pai, Dinesh Pandey, também é um activista climático que trabalhou em Uttarkhand nesta posição por 16 anos.
A casa de Pandey em Uttarakhand foi afectada pelo mau tempo nos últimos dez anos. Em 2013, mais de 1000 pessoas morreram em cheias e deslizamentos de terra. Quase 100.000 pessoas tiveram que ser evacuadas da região.
De acordo com o Banco Mundial, a mudança climática provavelmente aumentará a pressão sobre o abastecimento de água na Índia.

### Reclamação para as Nações Unidas
No dia 23 de setembro de 2019 Pandey protocolou com 15 outras crianças, incluindo Greta Thunberg, Ayakha Melithafa e Alexandria Villaseñor, uma queixa ao Comité das Nações Unidas sobre os Direitos da Criança, acusando a Argentina, Brasil, Alemanha, França e Turquia de violar a Convenção sobre os Direitos da Criança ao não abordar a crise climática de forma adequada.

## Prémios
Pandey estava na lista das 100 mulheres da BBC anunciada a 23 de novembro de 2020.